# 中華民國國軍子弟學校
中華民國國軍子弟學校是中華民國國軍於1948年至1950年代在臺灣自辦的中、小學統稱，大致可分為陸、海、空軍級其他單位附設之子弟學校，其中以空軍子弟學校數量最多，部分是隨國民政府遷臺而在臺復校。國防部於1965年為減輕軍中負擔，通令三軍自辦的子弟學校移交地方政府接辦。因此，國軍子弟學校至1967年皆改由縣市政府接辦，改為公立國民學校；之後於1968年因九年國民義務教育實施再改為國民小學，而海青初級中學則改為代用國中。

## 學校列表

### 陸軍附設子弟學校
陸軍子弟學校原為孫立人將軍及其配偶張晶英在1939年創立於貴州省都勻市，校名為「陸軍新編第38師官兵子弟學校」，不久後改稱「誠正小學」。在1948年遷臺復校於高雄鳳山，當時含初中部定名為「陸軍總司令部附設誠正小學」。1958年2月，學校改由高雄縣政府接辦，改制為「縣立鳳山中學」、「誠正國民學校」。
| 現在校名 | 位置         | 設立年 | 原名                           | 在大陸校名                 | 鄰近眷村 |
| -------- | ------------ | ------ | ------------------------------ | -------------------------- | -------- |
| 誠正國小 | 高雄市鳳山區 | 1948   | 陸軍總司令部附設誠正小學       | 陸軍新編第38師官兵子弟學校 | 黃埔新村 |
| 鳳山國中 | 高雄市鳳山區 | 1948   | 陸軍總司令部附設誠正小學初中部 | 陸軍新編第38師官兵子弟學校 | 黃埔新村 |

### 海軍附設子弟學校
在台灣最早設立的的海軍子弟學校是1948年設立於馬公市的「海軍第二造船所員工子弟學校」，之後陸續改稱「海軍子弟學校第二分校」、「海軍總司令部附設澎湖小學」，並在1965年改由澎湖縣政府接辦並遷至中山國小現址。位在高雄左營的海軍子弟學校原是在1948年由前海軍總司令桂永清創立於南京市的「南京市海軍青年子弟學校」。於1949年2月在高雄左營重新組校並先設小學部，全名是「海軍總司令部附設高雄小學」，簡稱「海總附小」。之後在自立新村另設「海軍子弟學校第一分校」，因此又被稱為「自立分校」，現址位於明德國小西側。海總附小於1950年增設中學部，1951年設立「海青初級中學」。海總附小在1966年8月改由高雄市政府接辦且遷校於現址，並為了紀念創辦人而命名為「永清國民學校」。1968年因九年國民教育實施，海青初級中學被徵用為代用國中，於1979年改制為「私立海青工商」。
| 現在校名 | 位置         | 設立年 | 原名                                                                     | 在大陸校名             | 鄰近眷村     |
| -------- | ------------ | ------ | ------------------------------------------------------------------------ | ---------------------- | ------------ |
| 中山國小 | 澎湖縣馬公市 | 1948   | 海軍第二造船所員工子弟學校 海軍子弟學校第二分校 海軍總司令部附設澎湖小學 | -                      | 自強眷村     |
| 永清國小 | 高雄市左營區 | 1949   | 海軍子弟學校 海軍總司令部附設高雄小學                                    | 南京市海軍青年子弟學校 | 左營海軍眷村 |
| 海青工商 | 高雄市左營區 | 1950   | 海青初級中學                                                             | 南京市海軍青年子弟學校 | 左營海軍眷村 |
| -        | 高雄市左營區 |        | 海軍子弟學校第一(自立)分校                                               | 南京市海軍青年子弟學校 | 自立新村     |

### 空軍附設子弟學校
空軍子弟學校原為中央航空學校校長周至柔在1934年創立於浙江省杭州市筧橋的「中央航空學校附設子弟學校」，在1946年共計列管16所空軍子弟小學，在1948年有33所。空軍部隊在1948年隨國民政府遷臺後，在臺灣各地設立15所空軍子弟小學，之後正式名稱定為「空軍總司令部附設(地名)小學」，簡稱為「空小」，例如臺北空小、新竹空小等。國防部在計畫將自辦學校移交地方政府後，空軍總部在1966年4月7日正式公告臺北懷生、桃園陳康、新竹戴熙、臺中省三、嘉義志航、虎尾拯民、臺南志開、岡山兆湘、筧橋、屏東鶴聲、東港以栗、花蓮鑄強、宜蘭南屏等校名，其皆來自空軍先烈的名字；同年8月1日，新竹、虎尾、岡山、東港、花蓮、宜蘭等6校移交地方政府接辦，1967年8月1日再將其他7校移交地方政府接辦。
| 現在校名 | 位置         | 創設年   | 原名                     | 校名緣由             | 在大陸校名                     | 鄰近眷村                       |
| -------- | ------------ | -------- | ------------------------ | -------------------- | ------------------------------ | ------------------------------ |
| 懷生國小 | 臺北市中山區 | 1949年   | 臺北空軍子弟學校         | 陳懷生，大陸偵察殉職 | 中央航空學校子弟學校           | 正義東村，鄰近空總             |
| 陳康國小 | 桃園市大園區 | 1951年   | 桃園空軍子弟學校         | 陳康，殉職           | -                              | 建國8、9、11村，鄰近桃園機場   |
| 載熙國小 | 新竹市北區   | 1949年   | 新竹空軍子弟學校         | 吳載熙，大陸偵察殉職 | 上海空軍子弟學校               | 空軍眷村                       |
| 省三國小 | 臺中市北區   | 1947年   | 臺中空軍子弟學校         | 張省三，殉職         | 空軍第三飛機製造廠附設子弟小學 |                                |
| 汝鎏國小 | 臺中市大雅區 | 1950年   | 臺中空軍子弟學校公館分部 | 吳汝鎏，抗日烈士     | -                              | 忠義新村，鄰近台中機場         |
| 拯民國小 | 雲林縣虎尾鎮 | 1949年   | 虎尾空軍子弟學校         | 葉拯民，大陸偵察殉職 | 南京空軍子弟學校               | 建國眷村，鄰近虎尾空軍基地     |
| 志航國小 | 嘉義市西區   | 1949年   | 嘉義空軍子弟學校         | 高志航，抗日烈士     | -                              | 建國二村                       |
| 志開實小 | 臺南市南區   | 1948年   | 臺南空軍子弟學校         | 周志開，抗日烈士     | -                              | 水交社眷村                     |
| 兆湘國小 | 高雄市岡山區 | 1949年   | 岡山空軍子弟學校         | 王兆湘，大陸偵察殉職 | -                              | 岡山多個眷村，鄰近空軍軍官學校 |
| 鶴聲國小 | 屏東縣屏東市 | 1948年   | 屏東空軍子弟學校         | 林鶴聲，殉職         | -                              |                                |
| 以栗國小 | 屏東縣東港鎮 | 1949年   | 東港空軍子弟學校         | 周以栗，大陸偵察殉職 | -                              |                                |
| 鑄強國小 | 花蓮縣花蓮市 | 1948年   | 花蓮空軍子弟學校         | 溫鑄強，殉職         | 防空學校附設子弟小學           |                                |
| 南屏國小 | 宜蘭縣宜蘭市 | 1949年   | 宜蘭空軍子弟學校         | 李南屏，大陸偵察殉職 | -                              |                                |
| 筧橋國小 | 高雄市彌陀區 | 1949年   | 二高空軍子弟學校         | 紀念中央航校舊址     | -                              | 二高新村                       |
| 粹剛國小 | 臺北市松山區 | 1958年後 | 航校子弟小學             | 劉粹剛，抗日烈士     | 昆明市粹剛國小                 | 松山新村                       |

### 聯勤附設子弟學校
聯勤總部在小港、羅東的被服廠有設立附屬子弟學校，供被服廠員工子女就讀，其學雜費全免。聯勤司令部附設宜蘭羅東小學位於羅東鎮的廠區內（今羅東林業文化園區南側），設立於1952年，然而在1959年即廢校。聯勤總部附設高雄小港小學設立於1950年，位於當時高雄縣小港鄉，而小港被服廠原為1928年成立的青島被服廠。聯勤司令部附設高雄小港小學在1958年由高雄縣政府接辦，更名為「青山國民學校」。
| 現在校名 | 位置         | 設立年 | 原名                     | 在大陸設施 |
| -------- | ------------ | ------ | ------------------------ | ---------- |
| 青山國小 | 高雄市小港區 | 1950年 | 聯勤總部附設高雄小港小學 | 青島被服廠 |
| 廢校     | 宜蘭縣羅東鎮 | 1952年 | 聯勤總部附設宜蘭羅東小學 | 南京被服廠 |

### 國防部情報局附設子弟學校
國防部情報局附設子弟學校設立於1952年，原稱「立人小學」，於1954年改稱「雨聲小學」以紀念戴笠，於1965年由陽明山管理局接辦。
| 現在校名 | 位置         | 設立年 | 原名              | 在大陸校名     |
| -------- | ------------ | ------ | ----------------- | -------------- |
| 雨聲國小 | 臺北市士林區 | 1952年 | 立人小學 雨聲小學 | 重慶市立人小學 |

### 其他
- 澎湖防衛司令部子弟學校（1949年設立，1953年遷到員林鎮，今崇實高工）

## 備註
1. ↑  台北空小原址是空總舊址旁的懷生國中，懷生國中在1969年興辦，於是懷生國小在之後遷入中山區現址。
2. ↑  粹剛國小原為空軍子弟學校，在之後由臺北市政府接辦(年代不明)，由於校地僅800多坪，且西側部分教室被劃為計畫道路用地，學校空間有限，加上校舍經台北市養工處勘查為危險校舍，臺北市政府便計畫將其併入北側鄰近的民生國小。民生國小在1968年完工後，粹剛國小學生便逐漸轉入民生國小，而粹剛國小校舍於1973年被拆除[7]。
原校地在1975年設立臺北市立啟明學校，現為臺北市立圖書館啟明分館。